# Premier ministre du Japon
Le Premier ministre du Japon (日本国内閣総理大臣, Nihon-koku naikaku sōridaijin) est le chef du gouvernement du Japon et, en tant que dirigeant du Cabinet, détient donc le pouvoir exécutif au sein du Gouvernement japonais, à l'instar de ses homologues dans la plupart des autres monarchies constitutionnelles. Il représente également l'État japonais sur la scène internationale. Responsable devant la Diète qui l'élit (choix ensuite confirmé officiellement par l'empereur qui le nomme) et peut le renverser par une motion de censure, il en est obligatoirement un membre et est généralement le président du principal parti en son sein.
Le 65e et actuel Premier ministre est Shigeru Ishiba depuis le 1er octobre 2024.

## Histoire

### Les prémices d'une institution gouvernementale
Une première forme de gouvernement avait été créée par le Code de Taihō en 701, instituant alors un daijō-kan ou « Département d'État ». Il est dirigé par le daijō-daijin, ou « ministre des Affaires suprêmes » ou encore « Chancelier du Royaume », titre créé en 671 pour le prince Ōtomo (futur empereur Kōbun). Cette institution fut particulièrement importante pendant les périodes de Nara (710-794) et Heian (794-1185) avant de perdre progressivement de son influence au profit des régents Fujiwara puis du shogunat. À partir de là, son rôle devient purement honorifique.

### Les chefs des gouvernements Meiji

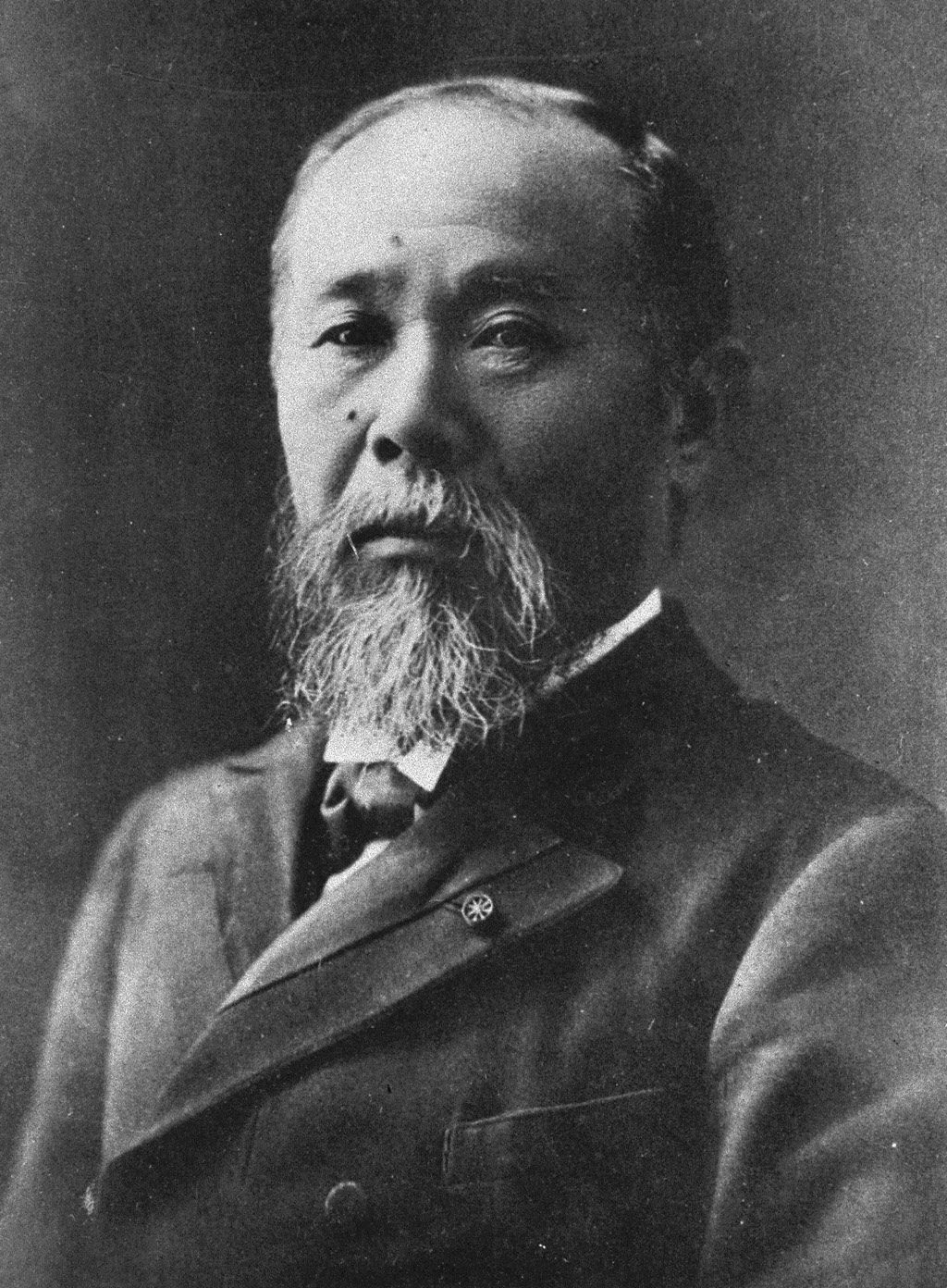
Hirobumi Itō, 1er Premier ministre du Japon

La révolution Meiji rétablit une forme d'administration centrale. Il s'agit tout d'abord, dès le 3 janvier 1868, des Sanshoku, ou « Trois postes », à savoir le Sōsai ou président, les gijo ou législateurs et les san'yo ou conseillers.
Le Seitaisho, ou « Constitution de juin », promulgué en juin 1868 remplace les Sanshoku par un Grand Conseil d'État qui réactive la vieille institution du daijō-kan. Celui-ci est tout d'abord dirigé par une forme de triumvirat constitué de Toshimichi Ōkubo, Takamori Saigō et Takayoshi Kido.
En 1871, la position de daijō-daijin est à son tour pleinement restaurée et confiée à Sanetomi Sanjō qui reste en place jusqu'à l'abolition en 1885 du daijō-kan, remplacé alors par le premier Cabinet impérial à la suite de la promulgation de l'Édit sur l'Autorité du Cabinet le 22 décembre 1885.
Le premier Premier ministre du Japon a été Hirobumi Itō, investi le 22 décembre 1885, chargé de rédiger une constitution et disposant alors d'assez importants pouvoirs.

### Les Premiers ministres de la Constitution de 1889

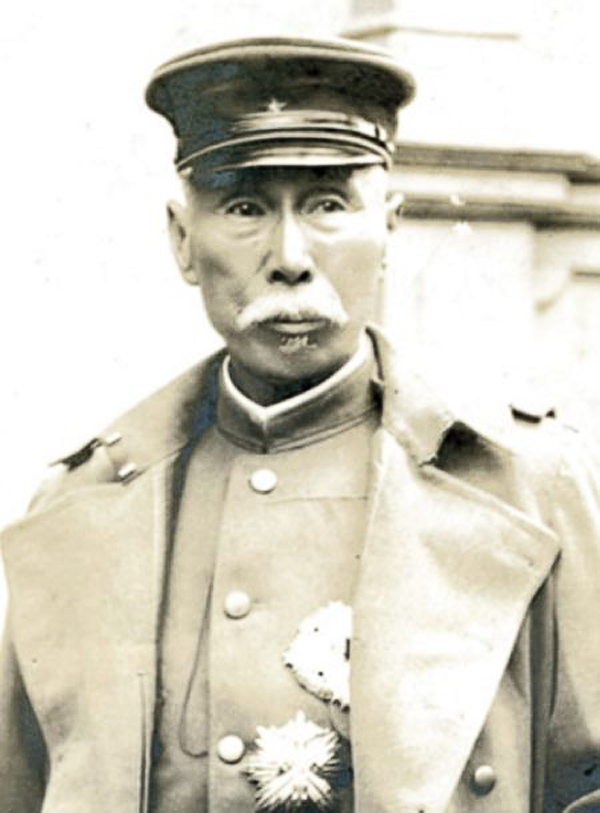
Aritomo Yamagata, 3e Premier ministre du Japon et le 1er de la Constitution Meiji

#### Une faible marge de manœuvre constitutionnelle
Les attributions du Premier ministre sont précisées par la première Constitution du Japon, dite Constitution Meiji, promulguée le 11 février 1889 mais effective à partir du 29 novembre 1890. Celui-ci a des pouvoirs assez réduits, puisqu'il est nommé et peut être révoqué par l'empereur, de même que les autres membres du Cabinet. Le premier chef de gouvernement issu de cette constitution fut Aritomo Yamagata, en place du 24 décembre 1889 au 6 mai 1891. Jusqu'au décès de l'empereur Meiji et l'avènement de l'empereur Taishō en 1912, les Premiers ministres et les cabinets échappent plutôt à la logique de la composition politique de la Diète et dépendent au contraire de l'oligarchie de Meiji (藩閥, hanbatsu, classe dirigeante issue des anciens clans féodaux, surtout originaires de deux domaines, ceux de Chōshū et de Satsuma) et par les genrō (元老). Ces derniers sont sept puis neuf personnalités de l'oligarchie considérés comme les « pères fondateurs » du nouveau système politique et qui exercent sur lui une autorité morale, ayant notamment le droit de choisir les Premiers ministres avec l'approbation de l'empereur et ce, jusqu'à la mort du dernier d'entre eux, Kinmochi Saionji, en 1940.

#### Vers une alternance plus parlementaire

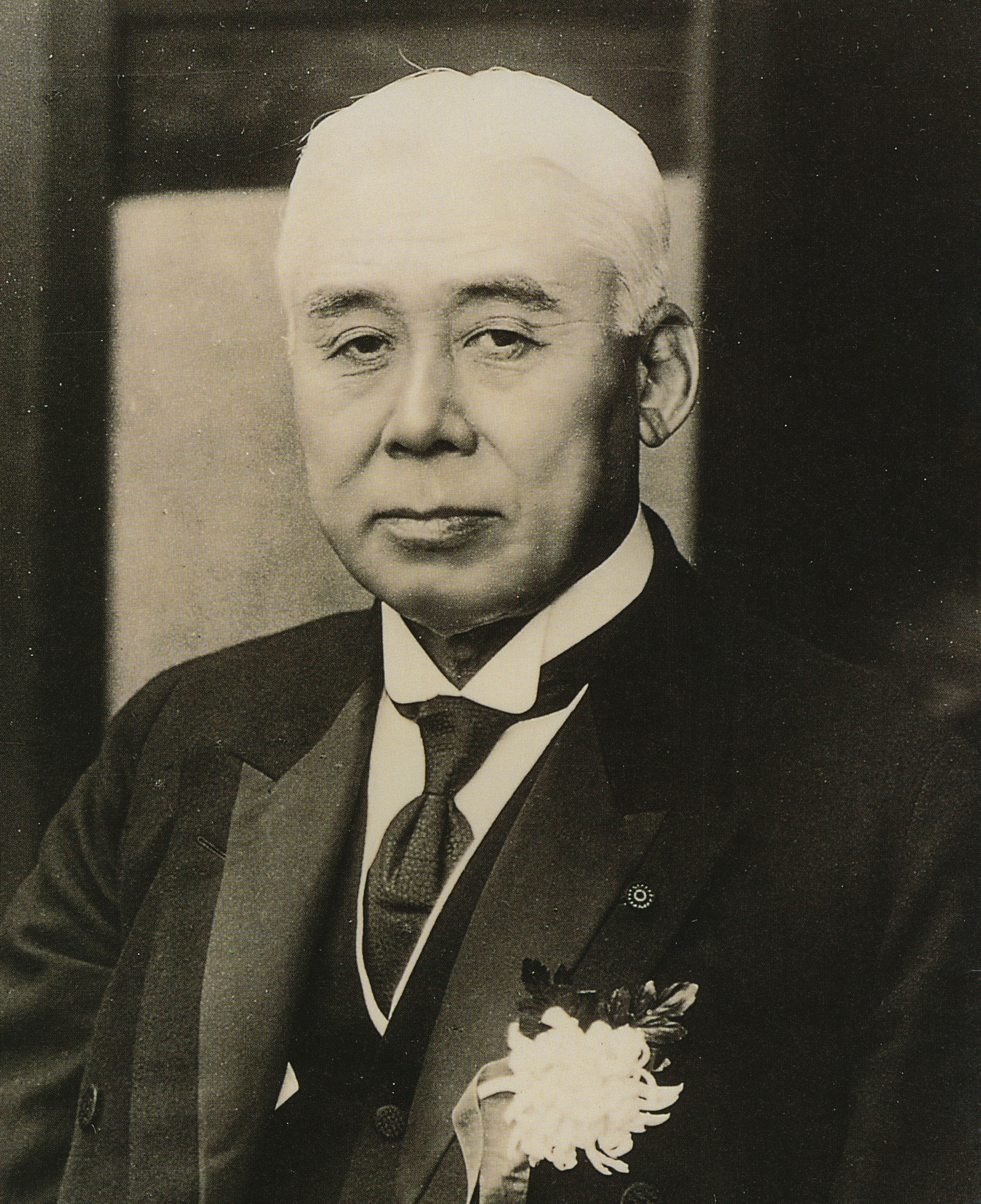
Takashi Hara, le premier à avoir fondé un Cabinet pleinement fondé sur un parti politique.

La jeunesse et la maladie du nouvel empereur Taishō mais aussi l'influence du genrō Kinmochi Saionji (le dernier à porter ce titre entre 1924 et 1940, c'est un partisan de l'avènement d'une réelle démocratie parlementaire) donne plus de marge de manœuvre au monde politique. C'est ainsi que le premier Cabinet basé sur le parti politique majoritaire à la Diète, le Rikken Seiyūkai, est formé par Takashi Hara en 1918. Ensuite, excepté la période allant de 1922 à 1924 dominée par des Premiers ministres militaires (dont certains ont toutefois été partisans de l'avènement de cette démocratie, d'autres au contraire, ceux du gunbatsu, favorables au maintien d'un système oligarchique), une véritable alternance politique se met en place entre le Rikken Seiyūkai et le Kenseikai (auquel succède à partir de 1925 le Minseito), parfois alliés, selon la majorité à la Diète. Cette première expérience de véritable fonctionnement démocratique et parlementaire s'accompagne de plusieurs réformes libérales en politique intérieure, comme l'« acte de réforme » de 1919 ou l'adoption du suffrage universel masculin en 1925.

### Le retour en force des militaires au cours de l'ère Shōwa

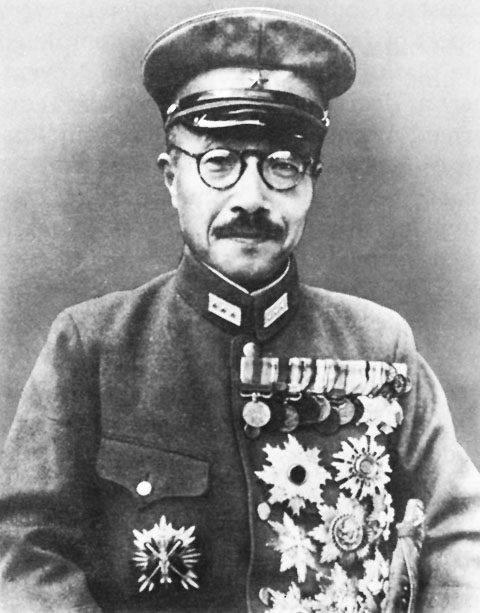
Le général Hideki Tōjō, l'un des responsables de l'entrée en guerre contre les États-Unis du Japon.

Le dernier Premier ministre « constitutionnel » à la tête d'un cabinet basé sur les partis du Parlement, Tsuyoshi Inukai, du Seiyūkai, est assassiné le 15 mai 1932. Le type de gouvernement parlementaire, discrédité par plusieurs échecs en politique étrangère, dont le plus important en date reste l'incident de Mukden en Mandchourie du 18 septembre 1931, ou économique, laisse bientôt la place aux militaires de la Tōseiha dont l'influence devient prédominante après l'incident du 26-Février. Tous les Premiers ministres de 1932 à 1945 sont alors issus de l'armée, à l'exception du diplomate Kōki Hirota (1936-1937), du prince Fumimaro Konoe (1937-1939 et 1940-1941) et de Kiichirō Hiranuma (1939).
La guerre sino-japonaise (1937-1945), qualifiée de « guerre sainte » (seisen) et constituant la première étape de la politique impérialiste du Japon, intensifie le caractère autoritaire et nationaliste du régime. Sous Fumimaro Konoe sont alors mis en place le Mouvement national de mobilisation spirituelle (国民精神総動員運動, Kokumin Seishin Sōdōin Undō), la Ligue des membres de la diète menant la guerre sainte (聖戦貫徹議員連盟, Seisen Kantetsu Gi'in Renmei) et l'Association de soutien à l'autorité impériale (大政翼賛会, Taisei Yokusankai). L'apogée de cette politique est mené par le général Hideki Tōjō (1941-1944) qui fait entrer le Japon dans la Seconde Guerre mondiale en recommandant l'attaque de Pearl Harbor du 7 décembre 1941 à l'empereur Shōwa. Le mouvement militariste ne perd son influence qu'avec la reddition du Japon et sa mise en tutelle par le Commandant suprême des forces alliées.

### Vers un plein fonctionnement démocratique

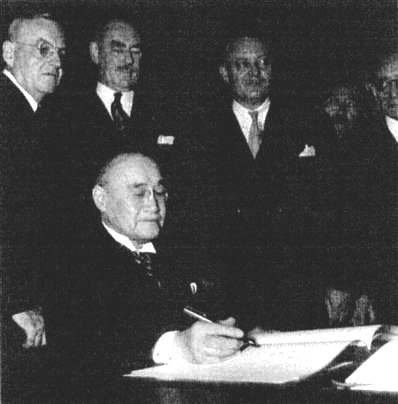
Shigeru Yoshida, Premier ministre de 1946 à 1947 et de 1948 à 1954, signant le Traité de San Francisco en 1951.

Après deux gouvernements transitoires dirigés successivement par le prince Naruhiko Higashikuni (1945), oncle par alliance de l'empereur Shōwa, puis par le baron Kijūrō Shidehara (1945-1946), ancien membre de la Chambre des pairs, le Japon renoue avec des Cabinets politiques et avec l'alternance.
Avec la réforme constitutionnelle imposée par le commandant suprême des forces alliées qui retire à l'empereur ses pouvoirs de chef d'État et de « commandant suprême de l'Armée et de la Marine », en plus d'abolir le quartier général impérial, le Premier ministre est dorénavant la personnalité politique la plus importante du Japon. C'est notamment Shigeru Yoshida, Premier ministre de 1946 à 1947 puis de 1948 à 1954, du Parti libéral, qui élabore la doctrine qui porte son nom et qui constitue encore aujourd'hui, du moins en partie, la base de la politique du Japon, à savoir se concentrer sur le développement économique et l'alliance avec les États-Unis, tout en refusant de s'occuper de tout ce qui concerne la défense qui est alors laissée aux Alliés.

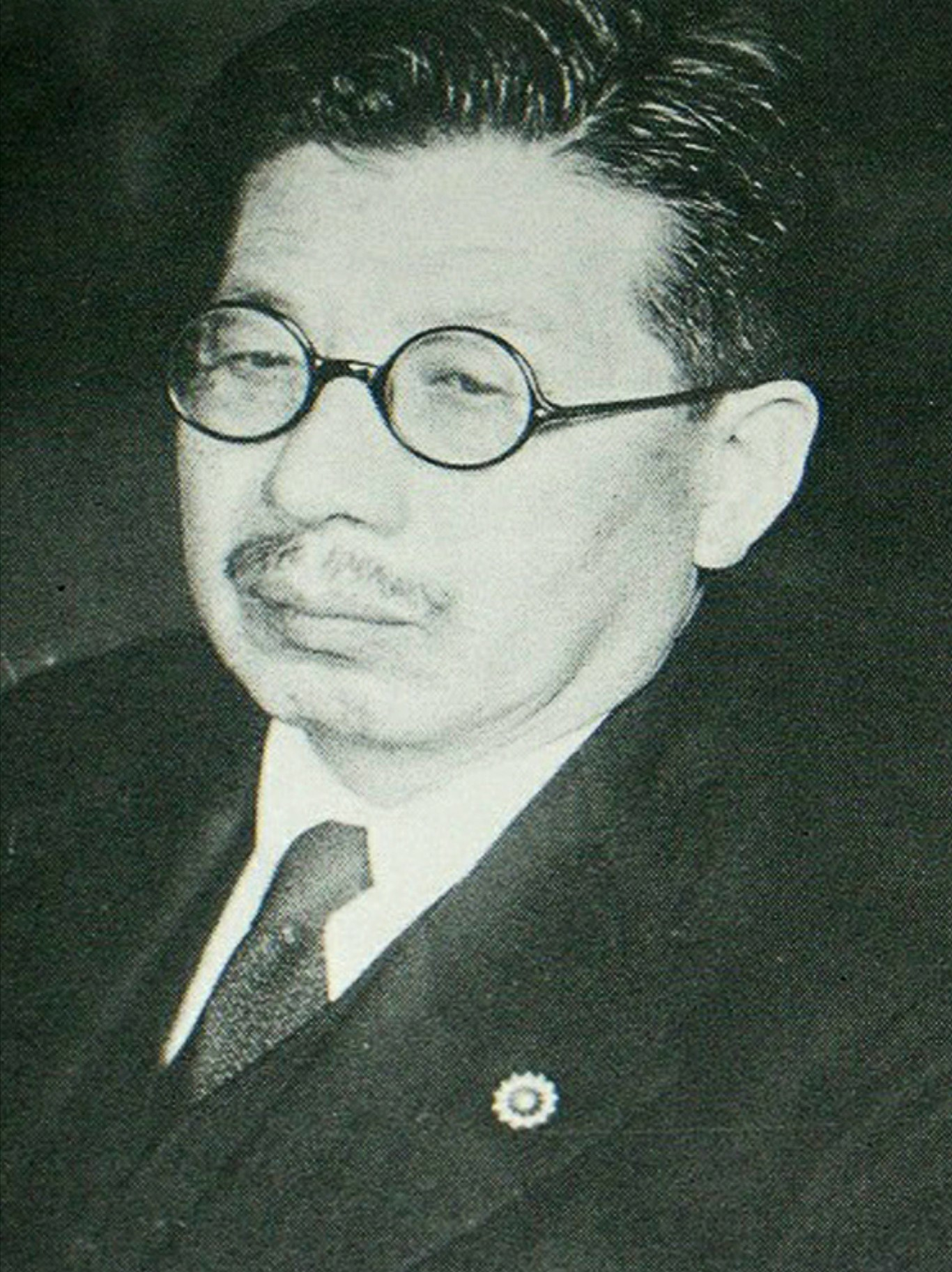
Tetsu Katayama, 1er Premier ministre de la Constitution de 1947 et le seul dirigeant socialiste du Japon jusqu'en 1994

Le premier Premier ministre issu de la Constitution de 1947 fut le socialiste Tetsu Katayama, en place jusqu'en 1948, allié alors avec le Parti démocrate. Ensuite, entre 1948 et 1955, l'alternance se fait entre deux partis de centre droit, le Parti libéral et le Parti démocrate, qui s'unissent en 1955 pour former le Parti libéral-démocrate (PLD). Tous les cabinets sont dirigés sans discontinuer par ce dernier jusqu'en 1993, puis de nouveau de 1996]à 2009 et depuis 2012. De 2009 à 2012, une nouvelle majorité se met en place, dominée par le Parti démocrate du Japon (PDJ), créé en 1996 et classé au centre voire au centre gauche, et son président de l'époque, Yukio Hatoyama, devient Premier ministre. La fonction connaît néanmoins une crise, en l'absence d'un réel leadership politique, entre le retrait de Jun'ichirō Koizumi en 2006 et la deuxième élection de Shinzō Abe en 2012 : durant cet intervalle, six Premiers ministres se sont succédé en six ans.

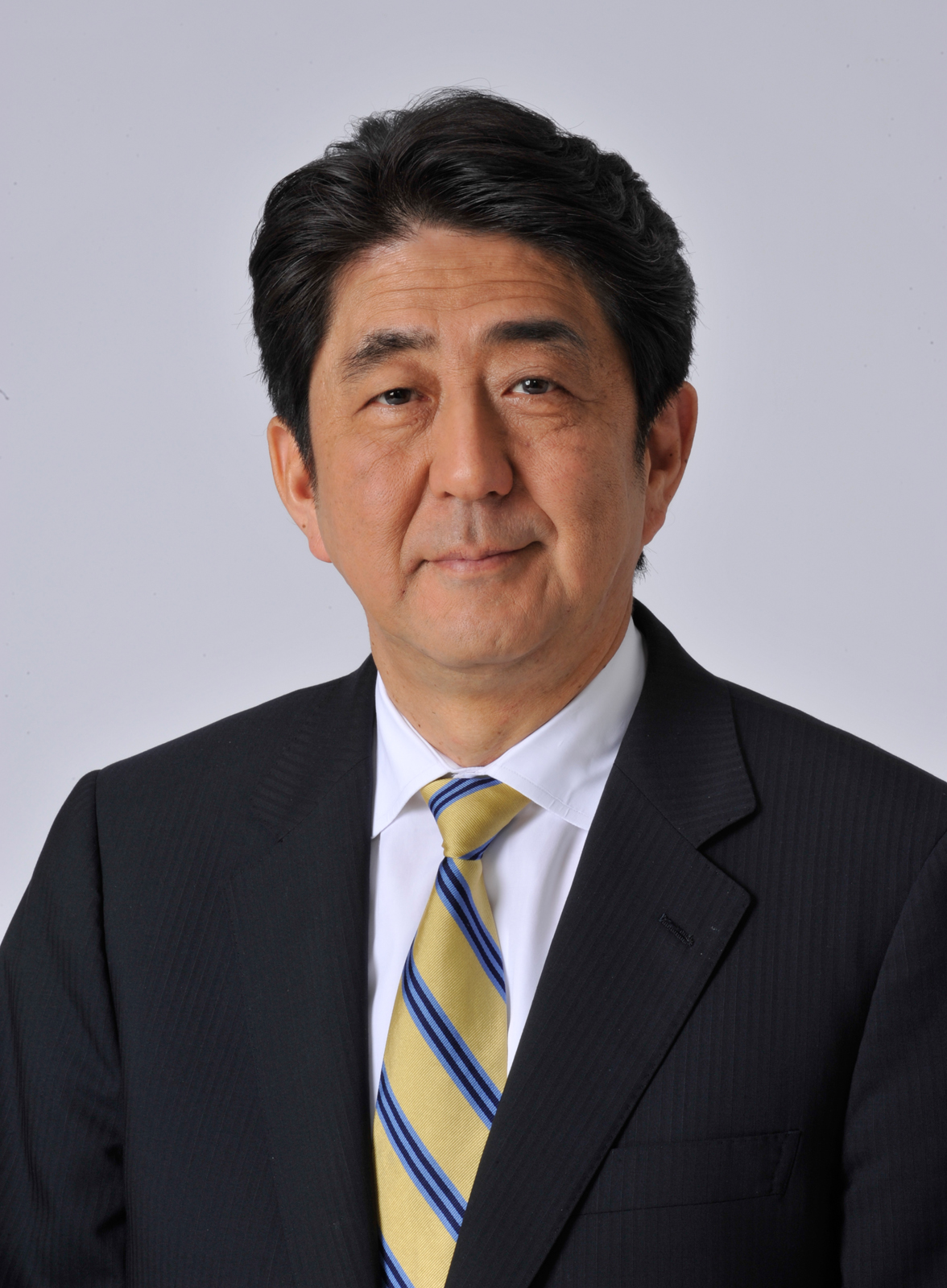
Shinzō Abe, Premier ministre de 2006 à 2007 et de 2012 à 2020, détient le record de longévité à ce poste.

Le record de longévité depuis 1945 est détenu par Shinzō Abe, qui totalise 8 ans, 8 mois et 21 jours au pouvoir, dont 7 ans, 8 mois et 21 jours consécutifs entre décembre 2012 et septembre 2020. Il est suivi par Eisaku Satō, en poste du 9 novembre 1964 au 7 juillet 1972 à la tête de trois cabinets successifs (soit en tout 7 ans, 7 mois et 28 jours), puis par Shigeru Yoshida (7 ans, 1 mois et 27 jours dont 6 ans, 1 mois et 25 jours consécutifs du 15 octobre 1948 au 10 décembre 1954) et Jun'ichirō Koizumi (du 26 avril 2001 au 26 septembre 2006, pour trois cabinets, soit 5 ans et 5 mois).
Les Premiers ministres les plus éphémères de cette période d'après-guerre, outre le prince Naruhiko Higashikuni, en place du 17 août au 9 octobre 1945, rapidement renvoyé en raison de sa mauvaise entente avec les Alliés, sont Tsutomu Hata (Shinseitō, du 28 avril au 30 juin 1994, soit 63 jours) et Tanzan Ishibashi (du PLD, du 23 décembre 1956 au 25 février 1957, soit 64 jours, qui démissionna du fait de problèmes de santé).

### Anciens Premiers ministres du Japon encore en vie
- Tomiichi Murayama
né le 3 mars 1924 (101 ans)
- Yasuo Fukuda
né le 16 juillet 1936 (88 ans)
- Yoshirō Mori
né le 14 juillet 1937 (87 ans)
- Morihiro Hosokawa
né le 14 janvier 1938 (87 ans)
- Tarō Asō
né le 20 septembre 1940 (84 ans)
- Jun'ichirō Koizumi
né le 8 janvier 1942 (83 ans)
- Naoto Kan
né le 10 octobre 1946 (78 ans)
- Yukio Hatoyama
né le 11 février 1947 (78 ans)
- Yoshihide Suga
né le 6 décembre 1948 (76 ans)
- Yoshihiko Noda
né le 20 mai 1957 (67 ans)
- Fumio Kishida
né le 29 juillet 1957 (67 ans)

## Nomination

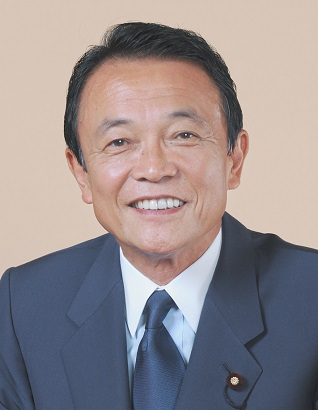
Tarō Asō, ancien Premier ministre du Japon du 24 septembre 2008 au 16 septembre 2009, élu par la Chambre des représentants mais pas par la Chambre des conseillers

Depuis la fin de la Seconde Guerre mondiale, selon la Constitution de 1947, le Premier ministre est nommé par l'empereur après avoir été désigné en son sein par les deux chambres de la Diète, avec priorité du choix de la Chambre des représentants. Ce fut notamment le cas pour la désignation des anciens Premiers ministres Yasuo Fukuda et Tarō Asō, qui furent tous deux élus par la chambre basse où le PLD est toujours majoritaire, tandis que la Chambre des conseillers avait quant à elle porté son choix les deux fois sur le chef du PDJ et de l'opposition Ichirō Ozawa,.
Par tradition, il est le dirigeant du parti politique qui possède la majorité au Parlement (tout du moins à la Chambre des représentants) ou qui a le plus de sièges au sein d'une coalition majoritaire. Tous les Premiers ministres depuis 1955 proviennent du PLD, à l'exception des périodes allant de 1993 à 1996 et de 2009 à 2012. C'est pourquoi la désignation au poste de président de ce parti a souvent signifié également l'accession au poste de Premier ministre, hormis après sa défaite historique du 30 août 2009. À partir des années 2000, un réel bipartisme semble néanmoins s'être durablement installé entre le PLD (centre droit et droite, conservateur libéral) et le PDJ (centre et centre gauche, social-libéral). Depuis 1955, seuls deux Premiers ministres ne sont pas issus du parti ayant le nombre le plus important de députés : Morihiro Hosokawa (de 1993 à 1994, à la tête d'une coalition « anti-PLD, anti-communiste » formée de sept partis, le sien, le Nouveau parti du Japon (NPJ) n'étant que le quatrième en termes de représentation politique) et Tomiichi Murayama (de 1994 à 1996, il est porté par une grande coalition entre le PLD, qui reste le plus important en nombre de sièges, son Parti socialiste japonais (PSJ), qui arrive en deuxième place, et le plus petit Nouveau parti Sakigake (NPS).
Il est responsable devant la Diète et doit conserver la confiance de la Chambre des représentants qui peut le renverser par le vote d'une motion de censure. Cela ne s’est produit qu'une seule fois depuis 1945, le 9 août 1993, entraînant la chute du gouvernement de Kiichi Miyazawa et mettant alors fin à 38 ans de gouvernement continu du PLD, au profit d'une coalition hétéroclite entre notamment des dissidents de l'ancien parti majoritaire et plusieurs forces politiques jusqu'alors dans l'opposition. La démission d'un Premier ministre entraîne automatiquement celle de l'ensemble de son Cabinet.

## Rôle actuel

### D'après la Constitution

Drapeau du Premier ministre japonais.

Il « assure la présidence » du Cabinet auquel est « dévolu le pouvoir exécutif » (branche exécutive du Gouvernement japonais).
Il nomme et peut révoquer l'ensemble des membres du gouvernement sans contrainte de choix à ceci près que tous doivent être des civils, en respect du pacifisme et du rejet du militarisme défini dans la Constitution, et qu'une majorité d'entre eux doit être issue de la Diète.
Il est également le « représentant » du Cabinet et c'est donc officiellement lui qui « soumet à la Diète les projets de lois » et « exerce contrôle et droit de regard sur les diverses branches de l'administration ». Enfin, toutes les lois et décrets doivent être contresignés par lui. Les membres du Cabinet n'ont ainsi que très peu d'indépendance d'action vis-à-vis du Premier ministre.

### Dans la pratique

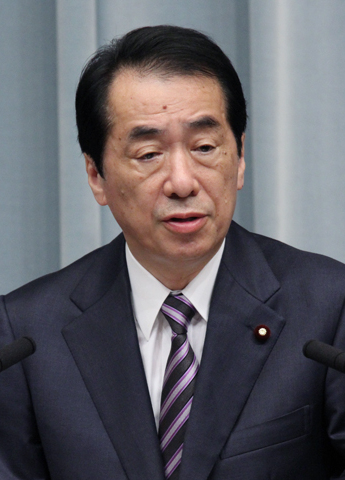
Naoto Kan, Premier ministre du Japon du 8 juin 2010 au 2 septembre 2011, le deuxième à être issu du PDJ

En raison de l'importance des factions au sein même du PLD et du consensus au Japon, le Premier ministre n'a que peu de marge de manœuvre politique, devant négocier sans cesse avec les factions de son parti et en tenir compte dans la constitution de son gouvernement. Ainsi, s'il n'y a pratiquement pas d'instabilité parlementaire ni de changement de majorité au Japon, le mandat de Premier ministre est souvent éphémère, non pas écourté par une motion de censure (à l'exception de 1993) ou un changement de majorité (en 2009) mais par le changement de direction au sein du parti majoritaire. De plus, l'importante autonomie laissée à chaque ministère jusqu'à la réforme du gouvernement central de 1999 (appliquée à partir de 2001) et le rôle prépondérant des hauts fonctionnaires dans le processus de décision de chacune de ses administrations ont longtemps réduit le champ d'action du Premier ministre.

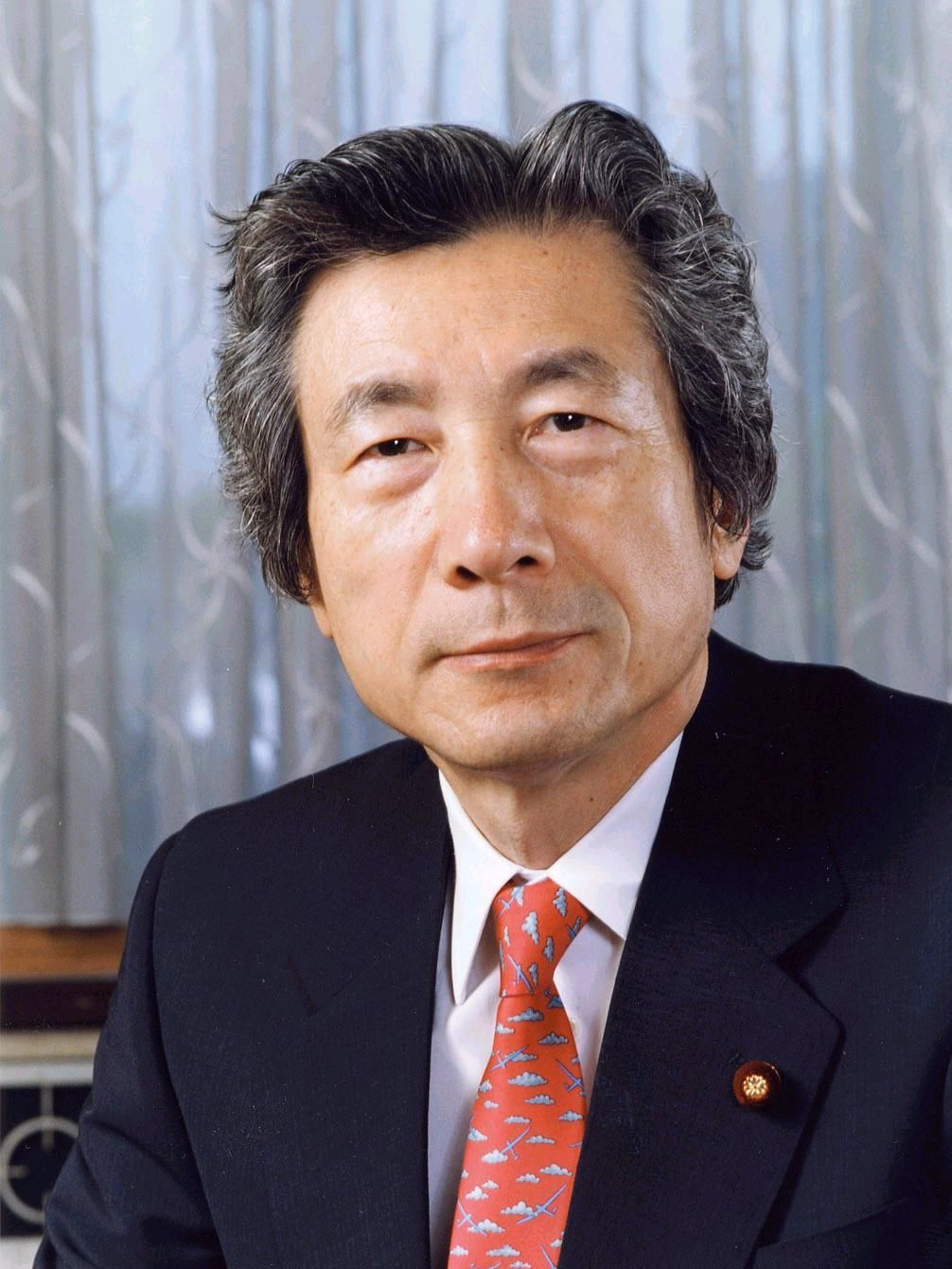
Jun'ichirō Koizumi

Sous le mandat de Jun'ichirō Koizumi (2001-2006), qui a entrepris une réforme profonde du PLD et s'est affranchi des factions, le Premier ministre est alors devenu plus puissant. Depuis son départ, le jeu des factions semble être revenu sur le devant de la scène politique. Ainsi, aucun Premier ministre n'est allé au terme de son mandat entre 2006 et 2012, en se maintenant environ un an au pouvoir. Le PDJ, lors de son passage au pouvoir de 2009 à 2012, s'est pour sa part attaché à lutter contre la « bureaucratie » et le poids jugé excessif des hauts fonctionnaires. Durant son deuxième mandat de 2012 à 2020, Shinzō Abe s'est affranchi à son tour du jeu des factions et a réussi à se maintenir plus longtemps au pouvoir et à redonner un poids politique important à la fonction de Premier ministre.

## LeKantei, résidence officielle du Premier ministre

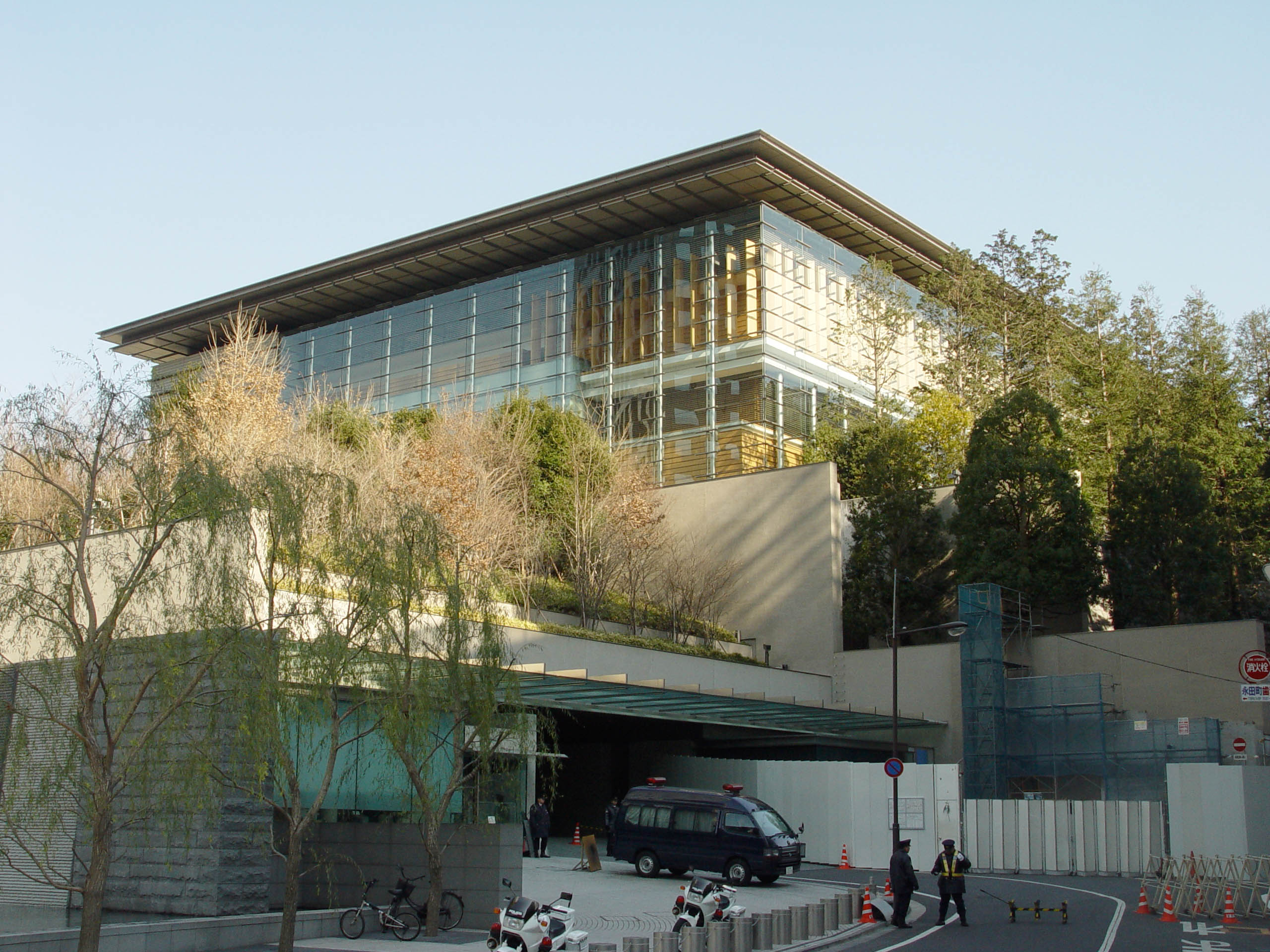
L'entrée du Kantei

Le bureau et les services du Premier ministre se situent dans le Sōri-daijin Kantei (総理大臣官邸), généralement appelé Sōri Kantei (総理官邸) ou Kantei (官邸). Ce terme désigne d'ailleurs tout à la fois le lieu où sont situés les services du Premier ministre et du secrétaire général du Cabinet, ainsi que, par métonymie, le Cabinet lui-même. Le Sōri-daijin Kōtei (総理大臣公邸), populairement appelé Sōri Kōtei (総理公邸) ou tout simplement Kōtei (公邸), désigne quant à lui la résidence du Premier ministre, voisine du Kantei. Le terme de Kantei peut également être utilisé pour l'ensemble du complexe immobilier constitué par le Kantei lui-même et le Kōtei.
Le complexe comprenant le Kantei et le Kōtei est situé au 2-3-1 Nagata-chō dans l'arrondissement de Chiyoda et fait face au Kokkai-gijidō (国会議事堂), ou palais de la Diète. Le Kantei actuel est un bâtiment moderne inauguré en 2002 tandis que le Kōtei actuel fut le premier Kantei de 1929 à 2002.

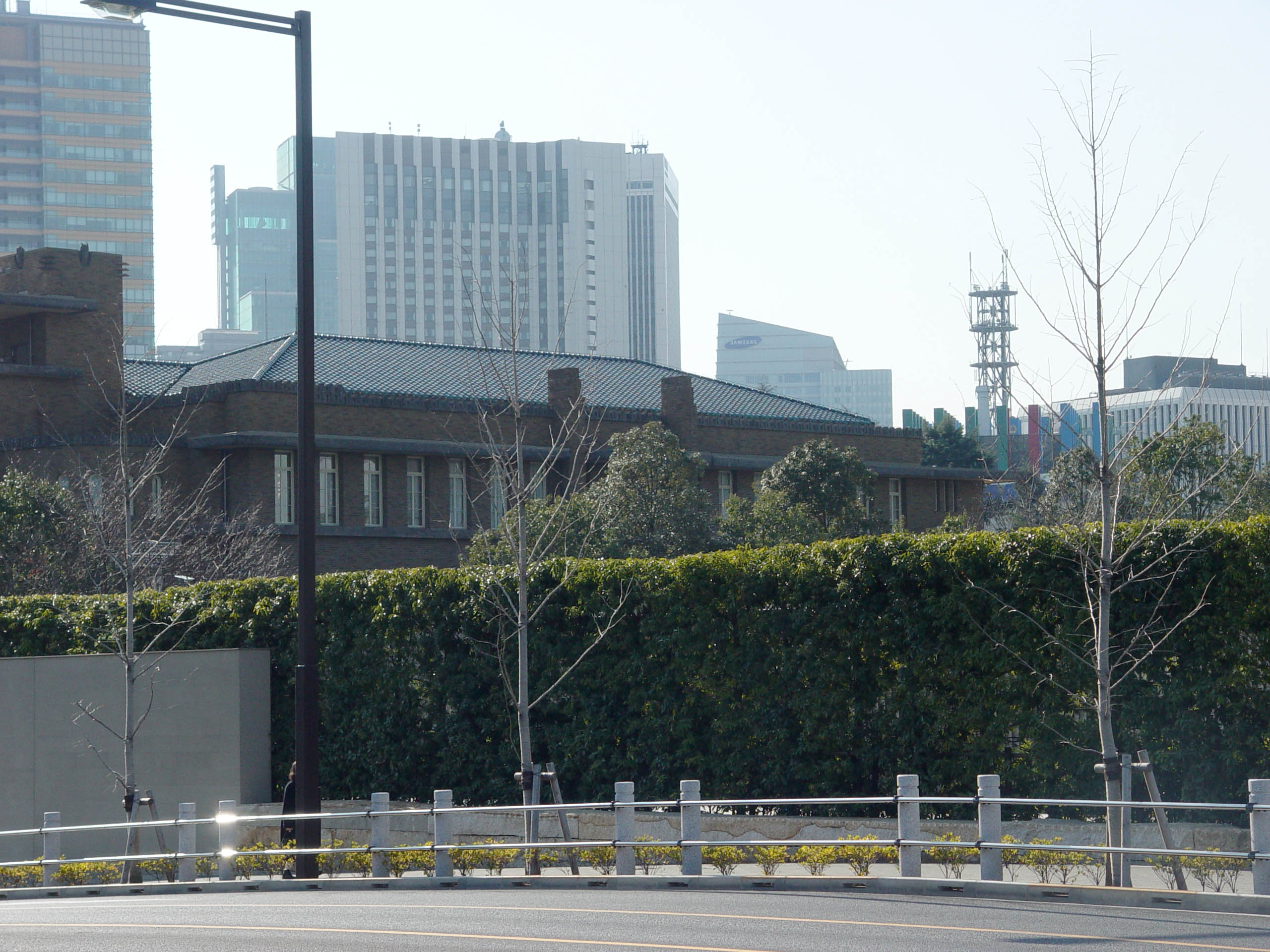
Le premier Kantei et actuel Kōtei

Ce « vieux Kantei » est une demeure s'étendant sur 0,5 ha environ et sur deux niveaux, construite en 1929 à la demande de Tanaka Giichi pour accueillir ses services, dont le style est fortement inspiré de l'œuvre de l'architecte américain Frank Lloyd Wright. Fut également aménagée à côté une maison de 508 m2 qui fut alors appelée le Nihonma, ou « Chambre du Japon », servant de résidence et bientôt rebaptisée Kōtei.
Toutefois, durant l'incident du 26 février 1936, les conjurés du putsch manqué prennent d'assaut le Kantei et ravagent le Kōtei. Ce dernier est alors rénové pour accueillir des bureaux, tandis que les Premiers ministres s'installent un temps dans une maison en bois de deux étages de style typiquement japonais aménagée en 1937 dans le jardin sud du Kantei. Cette demeure est détruite durant les bombardements de Tokyo par les Alliés en 1945. Ce n'est toutefois qu'en 1963 que le premier Kōtei est rénové pour reprendre sa fonction originelle de résidence officielle des Premiers ministres à partir de 1968.

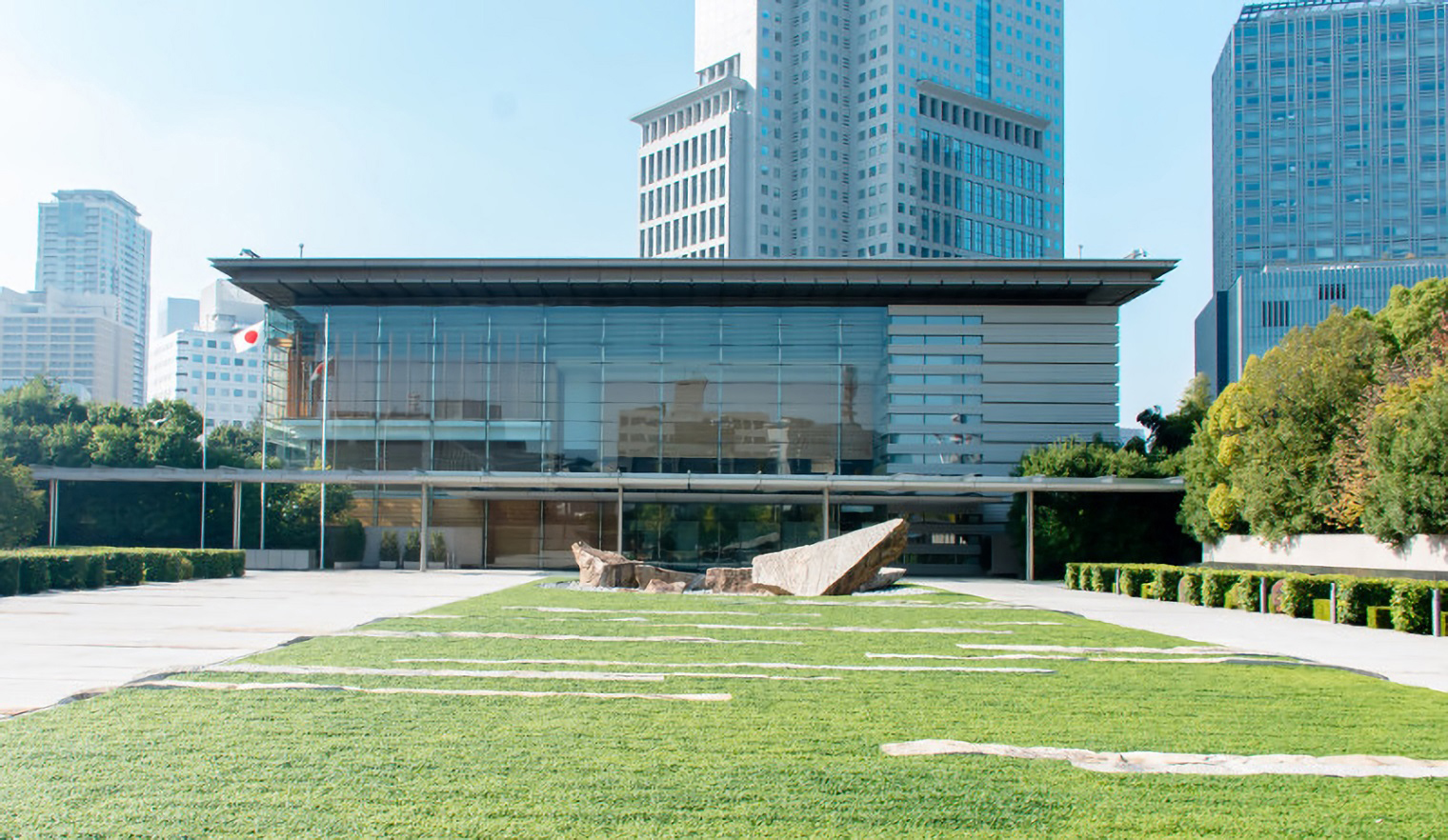
L'actuel Kantei, inauguré en 2002

Le premier Kantei étant devenu trop exigu pour les services qu'il avait à héberger, un vaste projet de construction fut lancé dans les années 1990. Le nouveau Kantei, plus vaste (s'étendant sur 2,5 ha et cinq niveaux), fut ainsi inauguré en avril 2002 pour des travaux d’un coût approximatif de 65 milliards de yens. En pierre et en verre blindé, il comporte également deux héliports d'urgence et est conçu pour résister aux tremblements de terre. Cette nouvelle bâtisse abrite aujourd'hui les services administratifs, tandis que le vieux Kantei, lui-même rénové, a été transformé en résidence officielle du Premier ministre et sert donc de nouveau Kōtei. Enfin, ces deux bâtiments, nouveau Kantei et nouveau Kōtei, sont entourés par une enceinte commune. Le premier Kōtei a quant à lui été démoli.